# Cymodoce setulosa
Cymodoce setulosa là một loài chân đều trong họ Sphaeromatidae. Loài này được Stebbing miêu tả khoa học năm 1902.